# Piotr Iwaszkiewicz
Piotr Ignacy Iwaszkiewicz (ur. 2 grudnia 1959 w Lublinie, zm. 12 grudnia 2021 w Grodzisku Mazowieckim) – polski filolog klasyczny i dyplomata, ambasador RP w Uzbekistanie (2015–2020).

## Życiorys
W 1984 ukończył filologię klasyczną na Wydziale Historycznym Uniwersytetu Warszawskiego. W czasie studiów działał w opozycji demokratycznej, przewodniczył Samorządowi Studentów Wydziału Historycznego UW (1980–1983). Uczestniczył w podziemnej działalności wydawniczej. Uhonorowany nagrodą Stowarzyszenia Wolnego Słowa. Członek NSZZ „Solidarność” (1981–1992). Autor tłumaczeń z greckiego i łaciny oraz 2 książek.
Od 1984 do 1992 był wykładowcą w Instytucie Historycznym UW historii wczesnego chrześcijaństwa oraz literatury bizantyńskiej i późnorzymskiej. Od 1992 w Ministerstwie Spraw Zagranicznych. W 1993 ukończył Akademię Dyplomatyczną RFN. W MSZ pracował jako specjalista do spraw wschodnich, rozwiązywania konfliktów i praw człowieka. W 1994 został członkiem grupy rozpoznawczej KBWE w Armenii i Górskim Karabachu. Od 1996 do 1998 szef Press and Public Relations Office Misji OBWE w Gruzji. Od 1999 do 2000 w Biurze OBWE w Aszchabadzie jako Human Rights and Media Officer.
Chargé d’affaires ambasady RP w Tbilisi (2001) i Erywaniu (2001–2003). Od 2003 do 2005 zastępca ambasadora RP w Ałmaty. Od 2006 do 2007 zastępca dyrektora Departamentu Polityki Wschodniej MSZ. W 2009 zorganizował i prowadził biuro regionalne PERN w Baku. Od 2010 w MSZ odpowiedzialny za stosunki dwustronne z Białorusią. Od maja 2011 do czerwca 2012 dyrektor Departamentu Współpracy Rozwojowej. Zorganizował polską misję medyczną podczas libijskiej wojny domowej w Misracie. Od czerwca 2012 naczelnik Wydziału Azji Środkowej i Kaukazu Południowego. Od 23 października 2015 był ambasadorem RP w Uzbekistanie; listy uwierzytelniające na ręce prezydenta Uzbekistanu Isloma Karimova złożył 25 czerwca 2016. Akredytowany także w Tadżykistanie. Odwołany z dniem 31 października 2020. Następnie pracował w Wydziale Federacji Rosyjskiej Departamentu Wschodniego MSZ.

## Życie prywatne
Syn Aleksandra i Krystyny. Był ojcem sześciorga dzieci. Pochowany na cmentarzu rzymskokatolickim w Piasecznie.

## Publikacje książkowe
- Piotr Iwaszkiewicz, Do Ziemi Świętej: najstarsze opisy pielgrzymek do Ziemi Świętej (IV–VIII w.), Kraków: WAM – Księża Jezuici, 1996, ISBN 978-83-7505-183-4.
- Piotr Iwaszkiewicz, Wiesław Łoś, Marek Stępień, Władcy i wodzowie starożytności: słownik, Warszawa: Wydawnictwa Szkolne i Pedagogiczne, 1998, ISBN 83-02-06971-X.